# Papisme
Papisme i papista són termes emprats per referir despectivament, gairebé sempre en contextos polèmics, als catòlics de professió romana. La paraula va ser encunyada pels reformadors anglesos per nomenar els que creien en la supremacia papal sobre els cristians i deriva de la paraula papa.